# Gilgit
Gilgit (traslitterazione: Ghilghit Urdu: گلگت, Lingua Shina: Ghileet nei tempi antichi: Gilgita) è la capitale del Gilgit-Baltistan.

## Geografia
Si trova nel omonimo distretto e divisione. Essa è anche uno dei principali punti di partenza della regione per le spedizioni alpinistiche verso il Karakoram (o Karakorum) e l'Himalaya (gli altri sono Skardu e Karimabad). A poca distanza da Gilgit, infatti, sulla grande ansa dell'Indo che cambia direzione puntando con decisione verso sud ovest, un cippo ricorda che in quel punto si uniscono le due grandiose catene montuose citate sopra e l'Hindu Kush.
Sita sulla celebre Strada del Karakoram, ovvero Karakoram Highway, che attraverso il Passo Khunjerab (4693 m) unisce dal 1982 Pakistan e Cina, Gilgit si estende su una superficie di 38.021 km². La regione è per la gran parte montuosa sviluppandosi ai piedi della catena del Karakoram su un'altezza media di 1.500 metri. È bagnata dall'omonimo fiume Gilgit, il quale poco dopo va a confluire nell'Indo.